# Buruq
Buruq è un comune dell'Azerbaigian situato nel distretto di Lerik. Conta una popolazione di 370 abitanti.